# 제이크와 네버랜드 해적들
《제이크와 네버랜드 해적들》(Jake and the Never Land Pirates)은 디즈니 채널의 디즈니 주니어에서 2011년 2월 14일부터 2016년 11월 6일까지 방송된 애니메이션이다. 디즈니 영화 피터 팬의 외전적인 작품이다.

## 등장인물
- 제이크(Jake) - 이선 (시즌 1~3 중반) 박희은 (시즌 3 중반 ~ 제이크 선장)

보물탐험을 좋아하는 자신감과 용기가 넘치는 대장.
- 커비(Cubby) - 정현경

순수하고 항상 행복한 제이크의 친구.
- 이지(Izzy) - 오인실

제이크와 같이 모험을 즐기는 여자 선원.
- 후크선장(Captin Hook) - 온영삼

욕심이 많고 거만한 졸리 로저의 선장.
- 스컬리(Skully) - 정승욱

친구들의 모험을 돕는 타고난 앵무새.
- 스미(Mr.Smee) - 탁원제

후크 선장의 신뢰를 받는 항해사이지만 실수투성이.
- 샤키와 본즈(Sharky and Bones) - 백승철, 위훈

후크 선장의 조수이지만 실수투성이 선원.
- 뚝딱악어(Tick-Tock Croc) - 디 브래들리 베이커

후크 선장에게 겁 주는 악어.
- 버키(Bucky)

제이크와 그의 친구들이 애용하는 배이자 친구이기도한다.
특이하게도 말은 못해도 감정은 가지고 있다
필요한 상황에 따라 여러 가지 모습들로 변신 할 수 있다.

## 우리말 제작
- 더빙 스튜디오: 애드원
- 믹싱 스튜디오: 애드원
- 한국어 제작: Disney Character Voices International,Inc.
- 기획 : 텔레비전미디어코리아 (시즌1~2) → 디즈니채널코리아(유) (시즌3~4)